# Falkland Islands and Dependencies Aerial Survey Expedition
La Falkland Islands and Dependencies Aerial Survey Expedition ou FIDASE, est une prospection aérienne des Falkland Islands Dependencies (en) et de la péninsule Antarctique qui a eu lieu durant les étés 1955-1956 et 1956-1957. 

## Histoire
Financé par le Bureau des Colonies et organisé par Peter Mott, le sondage a été effectué par la Hunting Aerosurveys Ltd,. Basés sur l'Île de la Déception, plusieurs appareils ont été utilisés comme le Oluf Sven, deux hydravions Canso et des hélicoptères,. 
La collection de photographies qui a été réunie est conservée par le British Antarctic Survey et comprend 12 800 images prises sur 26 700 kilomètres.